# Матковский, Игорь Феоктистович
И́горь Феокти́стович Матко́вский (род. 21 мая 1961, Севастополь, УССР, СССР) — российский военно-морской лётчик, заместитель командующего 45-й армии ВВС и ПВО Северного флота по авиации (2015—2019), Герой Российской Федерации (21.04.2008). Заслуженный военный лётчик Российской Федерации (2013), полковник.

## Краткая биография
Сын военно-морского лётчика полковника Феоктиста Григорьевича Матковского, погибшего в испытательном полёте 15 апреля 1977 года.
В ВМФ СССР с 1978 года. В 1982 году окончил Ейское высшее военное авиационное училище лётчиков имени В. М. Комарова. Служил в 846-м огмшап военно-воздушных сил Балтийского флота.
В 1996 году окончил Военно-морскую академию имени Н. Г. Кузнецова. После окончания академии переведён в ВВС Северного флота. В разные годы был командиром эскадрильи, начальником штаба полка.
В 1998 году выполнил свою первую посадку на палубу тяжёлого авианесущего крейсера «Адмирал Флота Советского Союза Кузнецов». В 2006—2009 годах — командир 279-го отдельного корабельного истребительного авиационного полка имени дважды Героя Советского Союза Б. Ф. Сафонова, дислоцированного в Североморске-3. Первым командиром, формировавшим 279-й окшап и командовавшим им с 1973 года, был отец И. Ф. Матковского — полковник Феоктист Григорьевич Матковский.
Полковник Игорь Матковский проходил службу в управлении морской авиации Северного флота.
В марте 2014 года совершил двухсотую посадку на палубу тяжелого авианесущего крейсера «Адмирал Флота Советского Союза Кузнецов». На 2014 год являлся одним из трёх строевых лётчиков ВМФ России с опытом более двухсот посадок на палубу авианосца на корабельных истребителях.
С декабря 2015 года — заместитель командующего 45-й армии ВВС и ПВО Северного флота по авиации.
Участник военной операции России в Сирии.
В 2019 году полковник Матковский И. Ф. уволен в запас. Живёт в Калининграде.

## Награды
- Медаль «Золотая Звезда» Героя Российской Федерации (21 апреля 2008 года[4]) — за мужество и героизм, проявленные при исполнении воинского долга
- Два ордена Мужества (12 августа 2000; 2018[5]) — за мужество, отвагу и самоотверженность, проявленные при выполнении воинского долга, заслуги в укреплении обороноспособности страны, высокие личные показатели в служебной деятельности и многолетнюю добросовестную службу)
- Юбилейная медаль «70 лет Вооружённых Сил СССР» (1989)
- Медаль «За безупречную службу» 3-й степени (1989)
- Медаль «За отличие в воинской службе» 1-й и 2-й степеней
- Медаль «300 лет Российскому флоту» (1996)
- Медаль «Адмирал Флота Советского Союза Н. Г. Кузнецов» (2004)
- Медаль «Участнику военной операции в Сирии» (2017)
- Медаль «За воинскую доблесть» 1-й степени (2012)
- Заслуженный военный лётчик Российской Федерации (25 июля 2013 года)
- Знак ЦК ВЛКСМ «Воинская доблесть» (1987)